# Petr Kalaš
Petr Kalaš, né le 17 février 1940 à Prague, est un expert en développement durable tchèque.